# Liste der Wiedbrücken

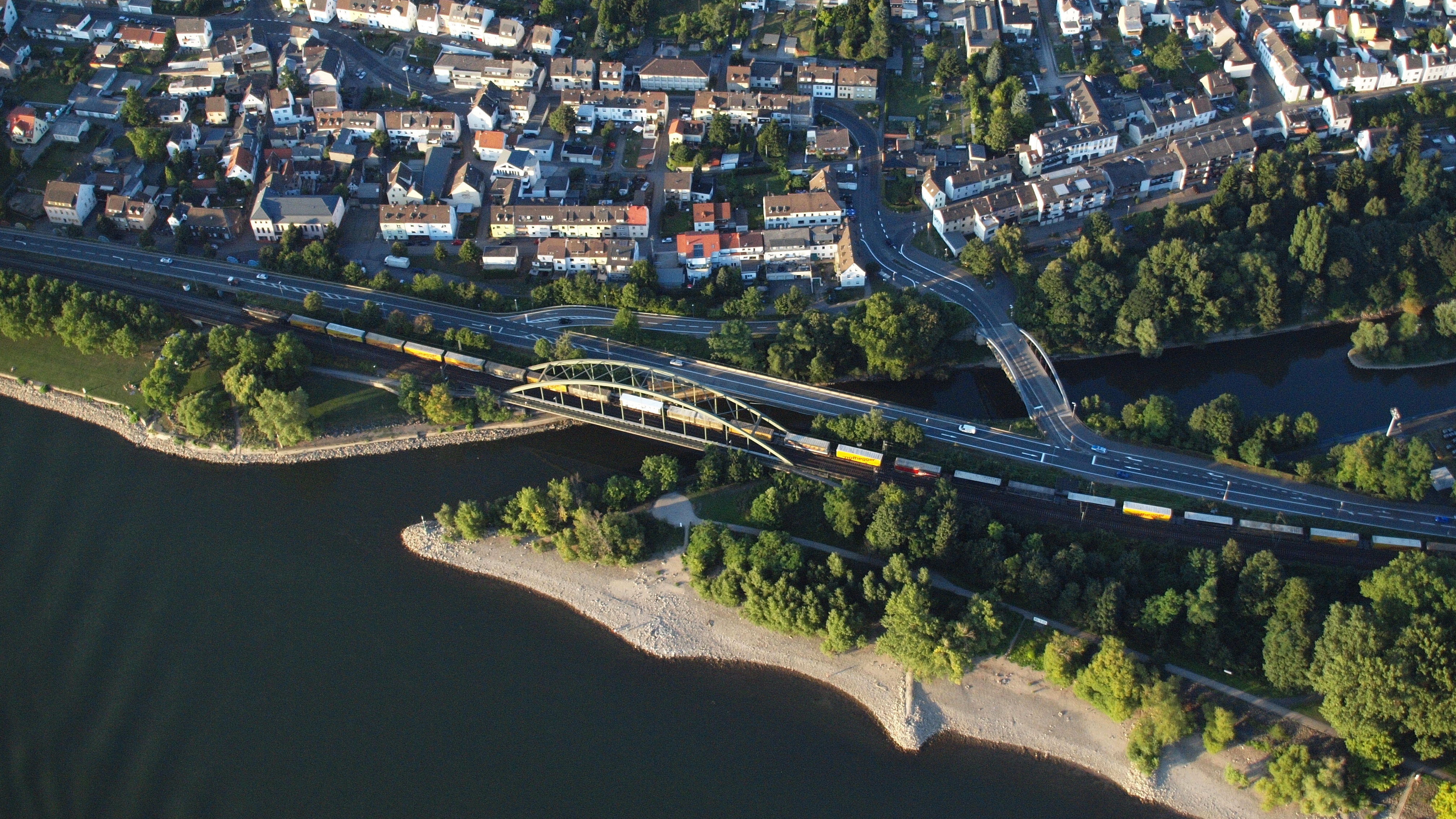
Mündung der Wied in den Rhein

Die Liste der Wiedbrücken erfasst alle Brücken, die die Wied von ihrer Quelle bis zu ihrer Mündung in den Rhein überqueren. Die Sortierung erfolgt flussabwärts und unterteilt nach Kommunen.

## Verbandsgemeinde Hachenburg
- Wiedbrücken in Linden
- Wiedbrücke in Dreifelden
- Wiedbrücke bei Steinebach an der Wied (L 292)
- Wiedbrücke zwischen Wied und Höchstenbach (Überquerung durch die B 413)
- Wiedbrücke bei Winkelbach (Krambergsmühle, K 10)
- Wiedbrücke zwischen Wahlrod und Mudenbach/Hanwerth (Hammermühle)  (L 265)
- Wiedbrücke bei Borod (K 9)

## Verbandsgemeinde Altenkirchen-Flammersfeld
- Wiedbrücken in Ingelbach (Ober- und Unteringelbach)
- Wiedbrücke in Widderstein (Hofstraße)
- Wiedbrücken in Michelbach (bei der Michelbacher Mühle, in Ortslage und Überquerung durch die Bundesstraße 8)
- Wiedbrücken in Altenkirchen (Westerwald) (Zwei Fußgängerbrücken und Überquerung durch die L 267)
- Wiedbrücke zwischen Altenkirchen/Leuzbach und Almersbach (Fußgängerbrücke)
- Wiedbrücke bei Schöneberg  (K 12)
- Wiedbrücken in Neitersen (Südstraße und In der Au)
- Wiedbrücke in Obernau (Waldstraße und Fußgängerbrücke zwischen Obernau und Neitersen)
- Wiedbrücke zwischen Strickhausen und Berzhausen (K 11)
- Wiedbrücke zwischen Berzhausen und Seelbach-Bettgenhausen
- Wiedbrücken in Seelbach (Hauptstraße in Bettgenhausen und drei Überquerungen der K 9 in der Bahnhofstraße)
- Wiedbrücke in Döttesfeld (L 269 sowie zwei ehem. Eisenbahnbrücken)
- Wiedbrücke zwischen Döttesfeld und Bürdenbach (Überquerung durch die Bundesstraße 256 bei der Bruchermühle)
- Wiedbrücke in Bürdenbach (L 269)
- Wiedbrücken in Oberlahr (Bahnhofstraße und Waldstraße)
- Wiedbrücke in Burglahr (Kur-Kölner-Straße)
- Wiedbrücke zwischen Burglahr und Peterslahr  (L 269)
- Wiedbrücke zwischen Peterslahr und Neustadt (Wied)  (L 269)

## Verbandsgemeinde Asbach

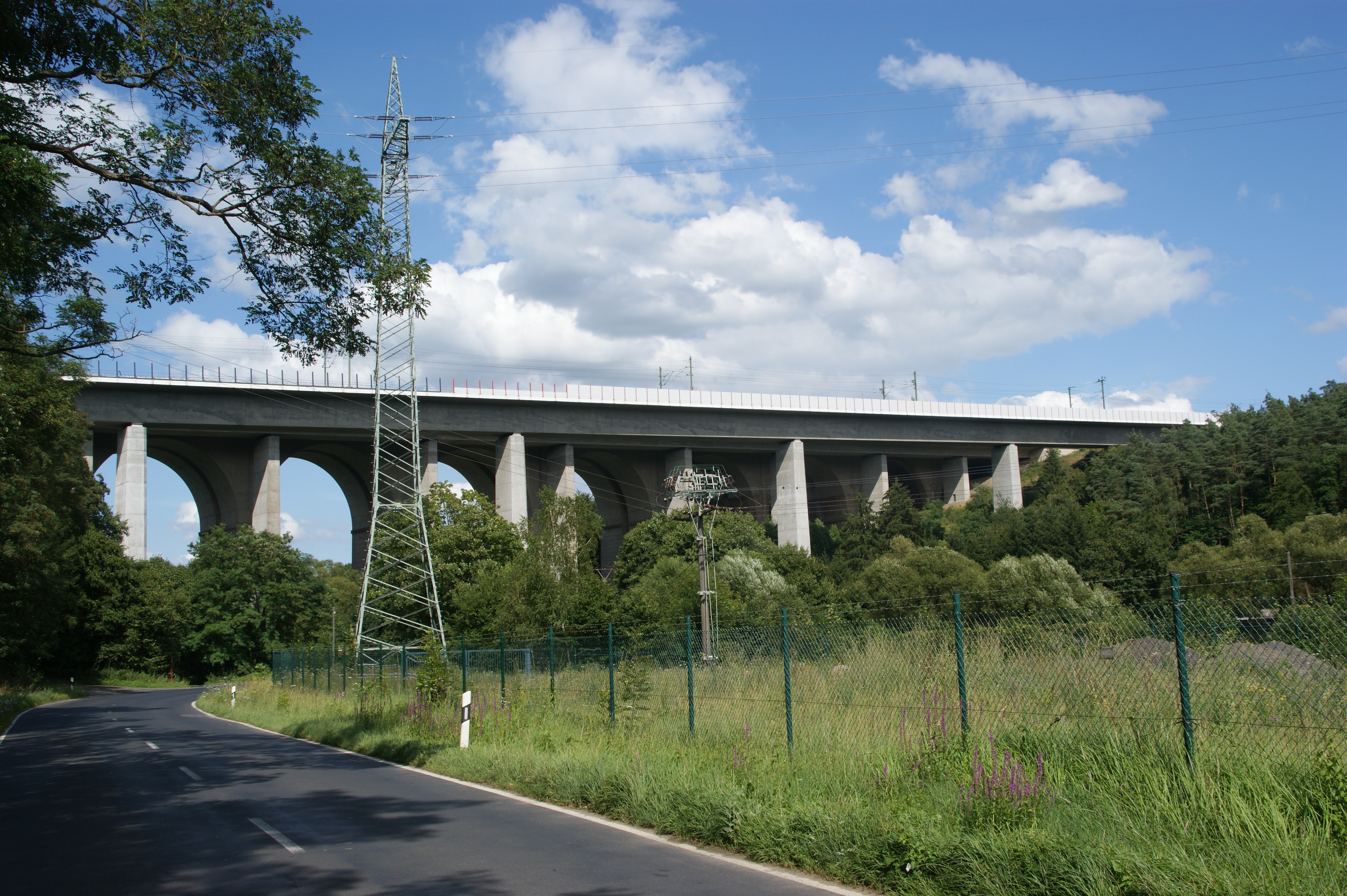
Wiedtalbrücke bei Neustadt (Wied)

- Wiedbrücke in Neustadt (Wied) (Kirchplatz, Wiedtalstraße und Fußgängerbrücken)
- Wiedtalbrücke bei Neustadt (Eisenbahnbrücke)
- Wiedbrücke in Neustadt (L 255)
- Autobahnbrücke bei Neustadt (Bundesautobahn 3)
- Wiedbrücke in Neustadt-Kodden (K 76)
- Wiedbrücke zwischen Neustadt und Oberhoppen (L 255)

## Verbandsgemeinde Rengsdorf-Waldbreitbach
- Wiedbrücken in Alsau (L 255 und Unter der Ley)
- Wiedbrücke in Arnsau (L 255)
- Wiedbrücke in Roßbach (Wied)/Niederbuchenau (L 265 und Fußgängerbrücken)
- Wiedbrücken in Waldbreitbach (Brückenstraße, K 5 und L 257 sowie Fußgängerbrücken)
- Wiedbrücke in Niederbreitbach (Weihergasse)

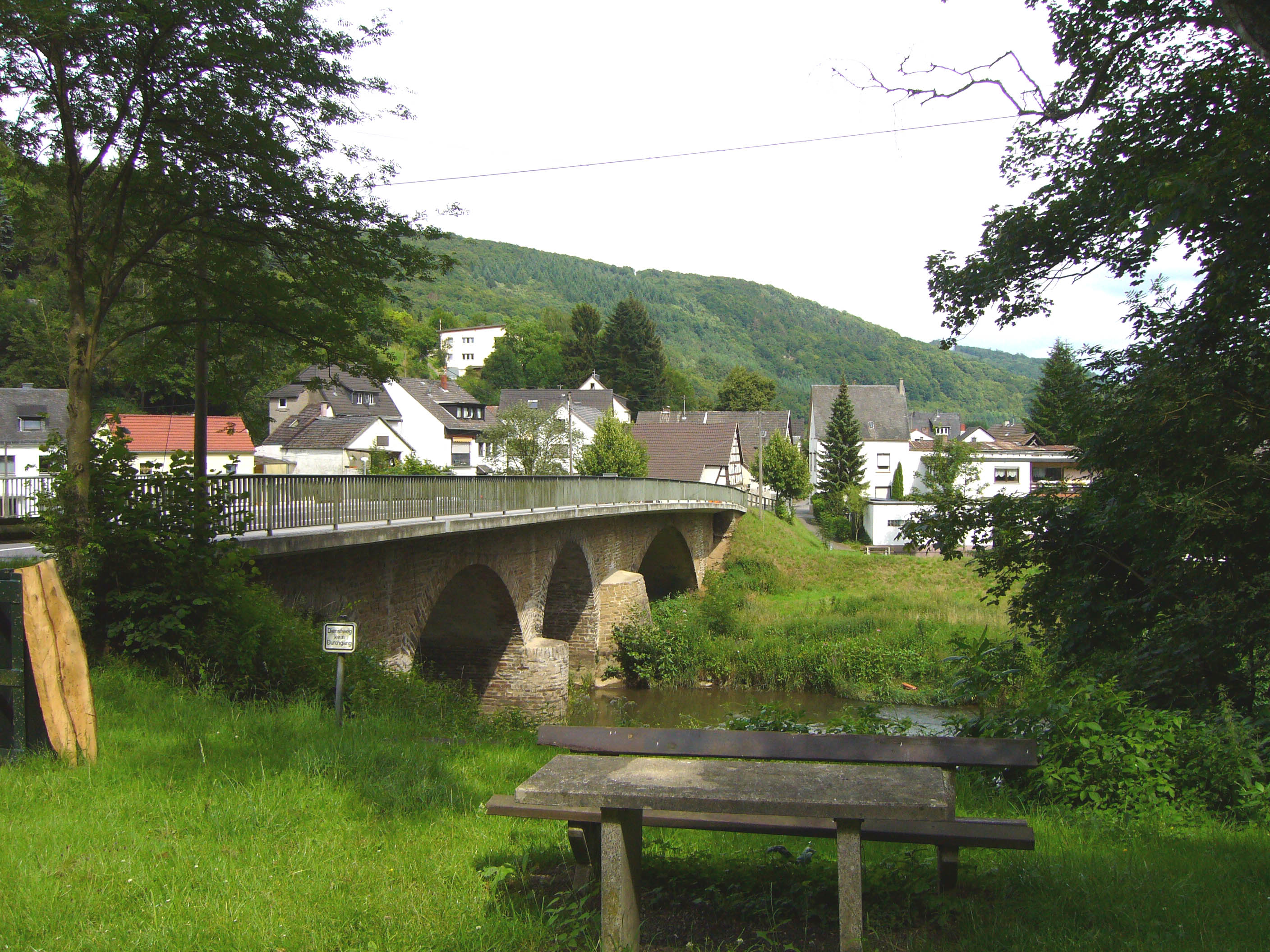
Wiedbrücke in Datzeroth

- Wiedbrücke zwischen Niederbreitbach und Datzeroth (L 255)
- Wiedbrücke in Datzeroth (Dorfstraße/L 255)
- Wiedbrücke zwischen Datzeroth und  Altwied

## Neuwied
- Wiedbrücke in Altwied (Am Brückenstein und Fußgängerbrücke)
- Wiedbrücken in Niederbieber (Austraße und Am Hammergraben)
- Wiedbrücke zwischen Niederbieber und Neuwied (Fußgängerbrücke am Wiedpfad)
- Wiedbrücke in Neuwied-Irlich (Brunnenstraße)
- Wiedbrücke in Neuwied-Irlich (Überquerung durch die Bundesstraße 42)
- Wiedbrücke in Neuwied-Irlich (Eisenbahnbrücke der rechten Rheinstrecke)